# Microregione di Alto Médio Gurguéia
Alto Médio Gurguéia è una microregione del Piauí in Brasile, appartenente alla mesoregione di Sudoeste Piauiense.
È una suddivisione creata puramente per fini statistici, pertanto non è un'entità politica o amministrativa.

## Comuni
È suddivisa in 11 comuni:
- Alvorada do Gurguéia
- Barreiras do Piauí
- Bom Jesus
- Cristino Castro
- Currais
- Gilbués
- Monte Alegre do Piauí
- Palmeira do Piauí
- Redenção do Gurguéia
- Santa Luz
- São Gonçalo do Gurguéia